# はるか2号
はるか2号（はるか2ごう、2001年5月6日 - ）は、日本のYouTuber。本名は辻野悠香（つじの はるか）。
鼻でリコーダー2本を演奏する動画がSNS上で大きな注目を集めた。

## 来歴
三重県志摩市出身。左の鼻孔にアルトリコーダー、右にはソプラノリコーダーを当てた演奏で活動している。
鈴鹿工業高等専門学校在学中の2021年に「1億人の大質問!?笑ってコラえて!」に出演し、King & Princeの平野紫耀に「鼻リコーダー」を伝授した。
小学生の頃からリコーダーが得意で二重奏に挑戦したくなったという。
最初は口で2本咥えようとしたが幼い頃から続けている空手で顎関節症になり、口が大きく開けられなかったので鼻なら2個穴があるから行けるかもと思い始めた。
水泳を幼い頃からやっていた影響もあり心肺機能が鍛えられており両鼻から同時に同じ強さで吹けてきれいな音が出た。「奇跡でした」と振り返っている。
一般的な人間は鼻呼吸の場合片方の穴しか使われていないが両方の穴から空気を出すことが出来るため両方からリコーダーの音が出ている。
恥じらいは一切なかった。友人の誕生日にバースデーソングの動画を送ると面白いから動画を上げてみなよ。と言われtwitter（現X）に投稿すると大きな反響を呼び、鼻のJKとしてテレビに出演するようになったという。

現在は三重県伊勢市にあるグランピング施設「グランオーシャン伊勢志摩」に就職している。

## 人物
- 夢は東京ドーム公演[3]。
- アルトリコーダーは中学時代に音楽の授業で使ったものであり、ソプラノリコーダーは3歳下の弟が小学校の時に吹いたものである[3]。
- 鈴鹿工業高等専門学校に入学後、水泳部に所属し、アーティスティックスイミングに5年間取り組む。
- リコーダーを支えるために、「超熟」の食パンを使用したところ、敷島製パンの公式Twitterから感謝のコメントを寄せられた[5]。
- 小学校1年生から現在まで地元の空手道場に通っており、フルコンタクト空手二段という一面も持つ。
- 三重県のキックボクシングジムBFA-SEEDに所属しており、戦績は7戦無敗である。
- 2024年は卜部功也代表のALONZAfitness&kickboxing、谷山ジム小田原道場にて格闘技の修行中。

## 出演

### テレビ
- ドデスカ!（メ〜テレ）[6]
- 1億人の大質問!?笑ってコラえて!（2021年8月11日、日本テレビ）[4]
- ホリナツのカンムリ(仮) (メ〜テレ)
- キャッチ!（中京テレビ）
- ラヴィット!（2024年2月13日、TBSテレビ）
- さんまさん！ここで問題です～解答者・明石家さんまVSクイズさん～（テレビ東京)
- 『ラヴィット!』（TBS）
- 『THE TIME』（TBS）
- 『よるのブランチ』（TBS）
- 『Mie ライブ』（三重テレビ)
- 『DayDay.』（日本テレビ）
- 『SBS.』（韓国 SBSテレビ）  　- その他全国放送や地方局のメディアに多数出演中

### ラジオ
- 須田亜香里xASUNAL TREASURE（2023年1月27日、FM AICHI）[7]
- ZIP-FM SUPER CAST (2024年4月3日 ZIPFM)